# Hans Werner Müller (Neurobiologe)
Hans Werner Müller (* um 1950) ist ein deutscher Neurobiologe. Er leitet die Gruppe Molekulare Neurobiologie und ist Hochschullehrer an der Heinrich-Heine-Universität Düsseldorf (HHU).

## Leben
Müller studierte ab 1969 Biologie und Chemie an der Johannes-Gutenberg-Universität Mainz mit dem Diplom in Biologie 1975 und dem 1. Staatsexamen in Chemie 1976. Danach war er 1977/78 zu einem Forschungsaufenthalt am Arrhenius Laboratorium der Universität Stockholm und wurde 1978 an der Universität Mainz in Biologie promoviert (Dissertation über Bioenergetik). Als Post-Doktorand und wissenschaftlicher Assistent war er danach am Friedrich Miescher Laboratorium der Max-Planck-Gesellschaft in Tübingen und 1982 bis 1984 als Stipendiat der Deutschen Forschungsgemeinschaft (DFG) an der Stanford University in der Abteilung Neurobiologie. Seit 1985 leitet er die Forschungsgruppe Molekulare Neurobiologie an der Neurologischen Klinik der HHU. 1988 habilitierte er sich und wurde 1993 Professor.
Seit 1991 ist er im Vorstand des Biologisch-Medizinischen-Forschungszentrums (BMFZ) der HHU und war 1999 bis 2006 deren stellvertretender Sprecher.
1994 bis 2001 war er Sprecher der DFG-Forschergruppe Molekularbiologie neurodegenerativer Erkrankungen und war 1998 bis 2005 einer der Koordinatoren des DFG-Schwerpunktprogramms Molekulare Grundlagen neuraler Reparaturmechanismen.
2001 war er wissenschaftlicher Gründer und Aufsichtsratsmitglied der Firma Spinal Cord Therapeutics GmbH (vormals Neuraxo-Biotec) in Erkrath.
2003 bis 2007 war er Mitglied im Vorstand der Neurowissenschaftlichen Gesellschaft (NWG) und Sprecher von deren Sektion „Molekulare Neurobiologie“. 2009 war er wissenschaftlicher Gründer und danach stellvertretender Vorsitzender des Trägervereins CNR e.V. (Center for Neuronal Regeneration) in Düsseldorf.

## Werk
Er erforscht die molekularen Mechanismen der Regeneration der Axone im peripheren und zentralen Nervensystem zum Beispiel nach Rückenmarksverletzungen, die zu Lähmungen führten, und mögliche Therapien (funktionelle Regeneration).
Im Gegensatz zum peripheren Nervensystem regenerieren geschädigte Nervenleitungen des zentralen Nervensystems in der Regel nicht (siehe Axonregeneration). Es bilden sich Narben mit Kollagengerüst und Hemmstoffen für das Nervenwachstum. Ein Angriffspunkt der Gruppe von Müller war es daher, die Narbenbildung etwa bei Verletzungen des Rückenmarks medikamentös zu verzögern, um die Regeneration zu ermöglichen. 2007 entdeckten sie außerdem, dass der stromal cell-derived factor-1 (SDF-1) in vitro das Neuritenwachstum in Anwesenheit inhibierenden Myeleins fördern kann. Seine Gruppe untersucht außerdem Stammzellen sowie die Wirkung von Polyethylenglykol und der Implantation von Mikrokonnektoren. Müller untersucht die molekulare Basis der Regulation von Nervenfaser-Regeneration (RAG Gene – Regeneration associated genes – und die ihnen entsprechenden Proteine) und die Rollen von Gliazellen und extrazellulärer Matrix in diesem Zusammenhang.

## Schriften
- als Herausgeber: Neural Degeneration and Repair: Gene Expression Profiling, Proteomics and Systems Biology. Wiley-VCH 2008.
- mit Veronica Estrada und Ayse Tekinay: Neural ECM mimetics. In: Alexander Dityaev, Bernhard Wehrle-Haller, Asla Pitkänen: Brain Extra-Cellular Matrix in Health and Disease. (= Progess in Brain Research. 214). Elsevier 2014, ISBN 978-0-444-63548-8, Kapitel 16.
- V. Estrada, N. Brazda, C. Schmitz, S. Heller, H. Blazyca, R. Martini, H. W. Müller: Long-lasting significant functional improvement in chronic severe spinal cord injury following scar resection and polyethylene glycol implantation. In: Neurobiol. Dis. Band 67, 2014, S. 165–179.
- N. Brazda, C. Voss, V. Estrada, H. Lodin, N. Weinrich, K. Seide, J. Müller, H. W. Müller: A mechanical microconnector system for restoration of tissue continuity and long-term drug application into the injured spinal cord. In: Biomaterials. Band 34, 2013, S. 10056–10064.
- J. Schira, M. Gasis, V. Estrada, M. Hendricks, C. Schmitz, T. Trapp, F. Kruse, G. Kögler, P. Wernet, H. W. Müller: Significant clinical, neuropathological and behavioural recovery from acute spinal cord trauma by transplantation of a well-defined somatic stem cell from human umbilical cord blood. In: Brain. Band 135, 2012, S. 431–446.
- J. Opatz, P. Küry, N. Schiwy, A. Järve, V. Estrada, N. Brazda, F. Bosse, H. W. Müller: SDF-1 stimulates neurite growth on inhibitory CNS myelin. In: Mol. Cell. Neurosci. Band. 40, 2009, S. 293–300.
- N. Klapka, S. Hermanns, G. Straten, C. Masanneck, S. Duis, F. Hamers, D. Müller, W. Zuschratter, H. W. Müller: Suppression of fibrous scarring in spinal cord injury of rat promotes long-distance regeneration of corticospinal tract axons, rescue of primary motoneurons in somatosensory cortex and significant functional recovery. In: Eur. J. Neurosci. Band 22, 2005, S. 3047–3058.
- P. Küry, R. Greiner-Petter, C. Cornely, T. Jürgens, H. W. Müller: Mash 2 is expressed in the adult sciatic nerve and regulates the expression of Krox24, Mob-1, CXCR4 and p57kip2 in Schwann cells. In: J. Neurosci. Band 22, 2002, S. 7586–7595.
- G. Zoidl, S. Blass-Kampmann, D. D’Urso, C. Schmalenbach, H. W. Müller: Retroviral-mediated gene transfer of the peripheral myelin protein PMP22 in Schwann cells: modulation of cell growth. In: EMBO J. Band 14, 1995, S. 1122–1128.
- N. Matsunami, B. Smith, L. Ballard, M. W. Lensch, M. Robertson, H. Albertsen, C. O. Hanemann, H. W. Müller, T. Bird, R. White, P. F. Chance: Peripheral myelin protein-22 gene maps in the duplication in chromosome 17p11.2 associated with Charcot-Marie-Tooth 1A. In: Nature Genetics. Band 1, 1992, S. 176–179.
- P. Spreyer, G. Kuhn, C. O. Hanemann, C. Gillen, H. Schaal, R. Kuhn, G. Lemke, H. W. Müller: Axon-regulated expression of a Schwann cell transcript that is homologous to a "growth arrest-specific" gene. In: EMBO J. Band 10, Nr. 12, Dezember 1991, S. 3661–3668.
- H. W. Müller, P. J. Gebicke-Härter, D. H. Hangen, E. M. Shooter: A specific 37,000-Dalton protein that accumulates in regenerating but not in nonregenerating mammalian nerves. In: Science. Band 228, 1985, S. 499–501.